# Гудмунд Арасон Добрый
Гудмунд Арасон Добрый (др.-сканд. Guðmundr inn góði Arason; 1161 — 16 марта 1237) — средневековый исландский римско-католический епископ, который был почитаем в Исландии как святой и чудотворец.
Гудмунд Арасон приложил много усилий для укрепления власти католической церкви в средневековой Исландии. О нём рассказывают несколько манускриптов, в том числе «Сага о священнике Гудмунде Добром» (Prestssaga Guðmundar góða).
Гудмунд родился незаконнорождённым в 1161 году в селе Грьота, в долине Хёргаурдалюр в Исландии. В 1185 году он был рукоположен в священники в возрасте 24 лет и за 10 лет он стал одним из самых влиятельных религиозных деятелей в исландском государстве, будучи избранным епископом Хоулара в 1203 году.
Некоторое время он служил домашним священником Кольбейна Тумасона, исландского знатного человека. В свои годы простым священником он не проявлял интереса в укреплении церкви как учреждения и не искал богатства и других светских радостей. Однако он приобрёл репутацию набожного и религиозного человека и даже чудотворца.
После своего назначения епископом он посвятил себя продолжению работы его предшественников, а именно — сохранению сильной структуры церкви. Однако события начали принимать другой оборот. Он был среди тех церковных деятелей, которые хвалили добродетель бедности и верили, что церковь «заблудилась» в связи с приобретением богатства. Его современники и позднейшие поколения сравнивали его со Святым Томасом Бекетом. Гудмунд был щедрым, делясь с бедняками доходом от церковных имений, и вскоре большое количество обедневших людей поселилось вокруг Хоулара. Его религиозные взгляды возбудили сопротивление местной знати, напряжение возросло, приведя к диспуту о юридической власти епархии.
Однако его споры со знатью со временем ушли в забвение из народной памяти, а его набожность и щедрость остались легендой. По живой памяти его считали святым, и в 1315 году его мощи были погребены в величественной церемонии. Так он стал народным святым, хотя римско-католическая церковь по сей день его не канонизировала.